# Leptogaster ophionea
Leptogaster ophionea är en tvåvingeart som beskrevs av Frey 1937. Leptogaster ophionea ingår i släktet Leptogaster och familjen rovflugor. Inga underarter finns listade i Catalogue of Life.